# Нікітін Олександр Костянтинович
Олекса́ндр Костянти́нович Нікі́тін (народився 16 травня 1952, Охтирка) — громадянин Росії, за національністю українець[джерело?], відставний капітан I рангу, спеціаліст атомного підводного флоту, активіст екологічної організації «Беллуна».

## З життєпису
Проживав у місті Новий Розділ.
Відомий тим, що за поширення відомостей про екологічний стан у Російській федерації йому було пред'явлено звинувачення у «зраді батьківщини у формі шпигунства».
Олександр Нікітін — експерт норвезького екологічного об'єднання «Беллуна», був заарештований 6 лютого 1996 співробітниками санкт-петербурзького управління ФСБ і звинувачений в зраді Батьківщині у формі шпигунства і розголошенні державної таємниці. Просидів у слідчому ізоляторі ФСБ десять місяців і вісім днів. Випущений на свободу під підписку про невиїзд 14 грудня 1996 року. Організацією «Міжнародна амністія» був оголошений в'язнем сумління. За ті роки, що тривали слідство і судові процеси, отримав сім міжнародних премій. 29 грудня 1999 року за вироком міського суду Санкт-Петербурга був визнаний невинним за всіма статтями обвинувачення. Справа Нікітіна п'ять разів розглядалося у Верховному Суді Росії.
Остаточно виправданий 13 вересня 2000 року рішенням судової колегії Верховного Суду Росії.